# Международный аэропорт имени Макдональда — Картье

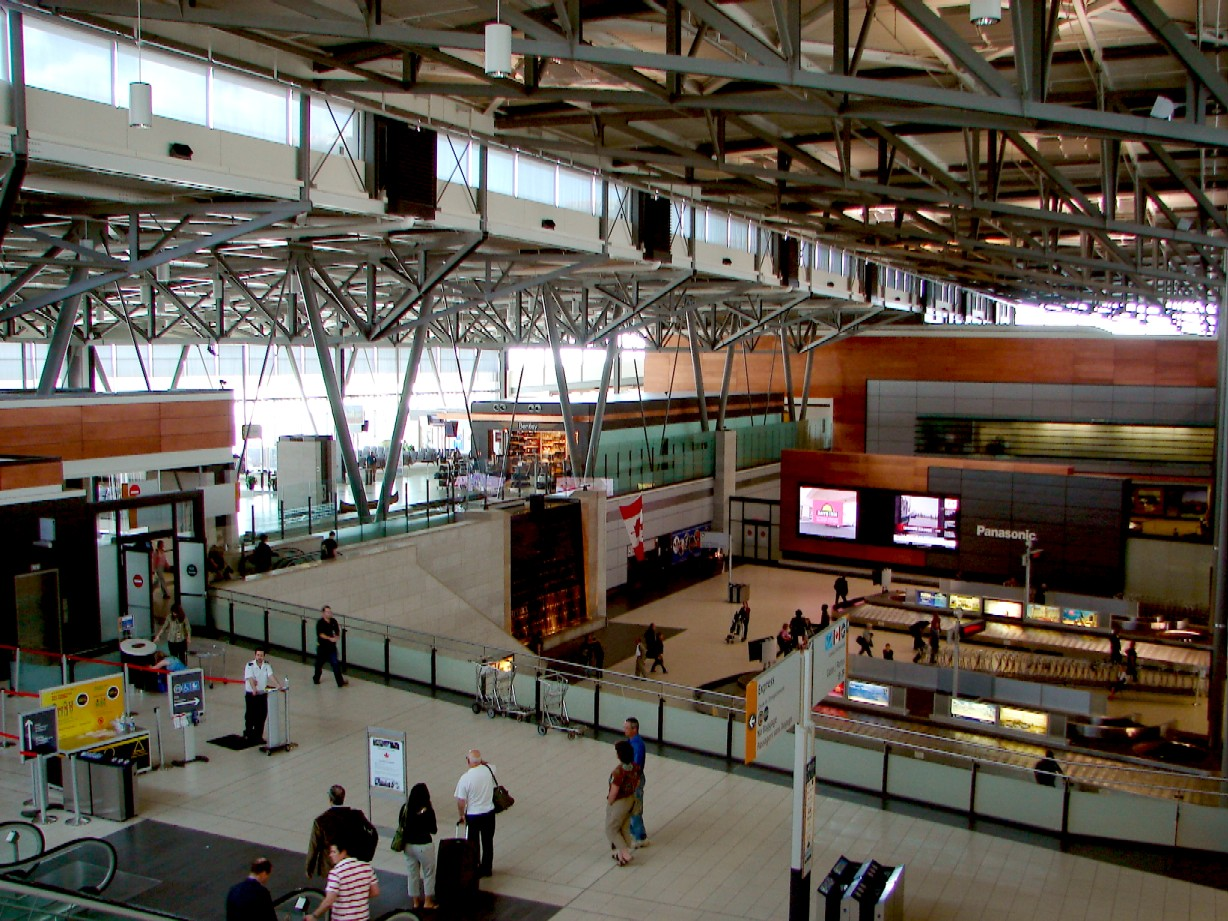
Аэропорт Макдональда — Картье

Оттавский международный аэропорт имени Макдональда — Картье (англ. Ottawa/Macdonald-Cartier International Airport, фр. L’aéroport international Macdonald-Cartier) — аэропорт в городе Оттава в канадской провинции Онтарио. Назван в честь основателей конфедерации, бывших премьер-министров Джона Макдональда и Жоржа-Этьена Картье. Расположен в районе Риверсайд-Саут на юге Оттавы. Среди аэропортов Канады по объёму перелётов занимает 8 место: в 2022 г. пассажиропоток составил 2 992 334 пассажиров и 172115 рейсов.
До закрытия в 1994 году здесь располагалась авиабаза Королевских военно-воздушных силы Канады «Оттава», которая в свою очередь была создана в 1972 году объединением авиабаз «Упландс» и «Рокклифф».
Обслуживает направления на многие крупные города Северной Америки, а также на ряд направлений Европы и Карибского бассейна.
Оттавский аэропорт — один из 8 аэропортов Канады, где имеется возможность пройти предварительный пограничный контроль США.

## Техническое оснащение
Аэропорт состоит из двух лётных полей, связанных рулёжными дорожками. Северное лётное поле имеет небольшой размер. Оно было основано в 1920-е годы Лётным клубом Оттавы и использовалось компанией Trans-Canada Air Lines, предшественником Air Canada. Во время Второй Мировой войны было построено несколько ангаров, которые были полностью разрушены в начале 2000-х. Сегодня одна из взлётных полос этого поля используется для рейсов гражданской авиации. 
На южном лётном поле расположены две длинные взлётные полосы, 07/25 и 14/32, рассчитанные на приём и отправку реактивных самолётов. В комплексе, относящемся к этому лётному полю, находятся две аэродинамические трубы, одна из которых позволяет проводить испытания сверхзвуковой техники, а вторая имеет диаметр 9 метров и является крупнейшей в Канаде.
Современное здание терминала было открыто 12 октября 2003 года. Примечательно, что средства на строительство нового здания терминала удалось заработать за счёт повышения в 1997 году стоимости парковки на территории аэропорта. Старое здание терминала использовалось в периоды пиковой нагрузки, а также для обслуживания региональных рейсов. Оно было построено в 1960 году в стиле модерн, а в 1985-87 гг было модернизировано. В 2008 году здание было полностью разрушено в рамках концепции дальнейшего развития аэропорта.

## Основные направления полётов
Аэропорт является частью наиболее загруженного авиакоридора между Монреалем, Оттавой и Торонто (так называемый «восточный треугольник»). Также отсюда выполняются рейсы в восточную часть Арктики — в столицу территории Нунавут Икалуит.
На период пандемии COVID-19 с 2020 по октябрь 2021 год прекращалось авиасообщение с США,
Ранее из аэропорта выполнялись международные рейсы в Европу. В 2019 году Air Canada объявила о закрытии сезонного рейса между Оттавой и Франкфуртом-на-Майне в Германии. В то же время Люфтганза сообщила о планах выполнять регулярные рейсы между Франкфуртом и Оттавой с мая 2020 года, однако из-за пандемии COVID-19 эти планы не были реализованы.
С марта 2020 года были остановлены все беспересадочные рейсы в Европу. Лишь 27 июня 2023 года компания Air France начала выполнять прямые круглогодичные рейсы между Оттавой и Парижем.

## Транспорт
До 2025 г. в аэропорт, помимо такси, можно было доехать на скоростном автобусе (en:Transitway). С января 2025 г. в дополнение к автобусам в аэропорт ведёт новая 4-я линия городского метро O-Train.

## Пассажиропоток
| Год  | Число пассажиров | Изменение год к году |
| ---- | ---------------- | -------------------- |
| 1996 | 2,857,838        |                      |
| 1997 | 3,046,368        | ▲06.60%              |
| 1998 | 3,110,548        | ▲02.11%              |
| 1999 | 3,211,607        | ▲03.25%              |
| 2000 | 3,434,345        | ▲06.94%              |
| 2001 | 3,391,295        | ▼01.25%              |
| 2002 | 3,216,886        | ▼05.14%              |
| 2003 | 3,262,345        | ▲01.41%              |
| 2004 | 3,609,885        | ▲010.65%             |
| 2005 | 3,735,433        | ▲03.48%              |
| 2006 | 3,807,756        | ▲01.94%              |
| 2007 | 4,088,528        | ▲07.37%              |
| 2008 | 4,339,225        | ▲06.13%              |
| 2009 | 4,232,830        | ▼02.45%              |
| 2010 | 4,473,894        | ▲05.70%              |
| 2011 | 4,624,626        | ▲03.37%              |
| 2012 | 4,685,956        | ▲01.33%              |
| 2013 | 4,578,591        | ▼02.29%              |
| 2014 | 4,616,448        | ▲00.83%              |
| 2015 | 4,656,360        | ▲00.86%              |
| 2016 | 4,743,091        | ▲01.86%              |
| 2017 | 4,839,677        | ▲02.04%              |
| 2018 | 5,110,801        | ▲05.60%              |
| 2019 | 5,106,487        | ▼00.08%              |
| 2020 | 1,363,512        | ▼073.30%             |
| 2021 | 1,170,789        | ▼014.13%             |
| 2022 | 2,992,334        | ▲0155.58%            |